# Hedriodiscus hydrolupus
Hedriodiscus hydrolupus är en tvåvingeart som först beskrevs av Lindner 1949.  Hedriodiscus hydrolupus ingår i släktet Hedriodiscus och familjen vapenflugor. Inga underarter finns listade i Catalogue of Life.